# Wereldkampioenschap superbike van Johor 1992
Het wereldkampioenschap superbike van Johor 1992 was de achtste ronde van het wereldkampioenschap superbike 1992. De races werden verreden op 23 augustus 1992 op het Johor Circuit nabij Pasir Gudang, Maleisië.

## Race 1
| Pos | Nr | Rijder               | Constructeur | Rondes | Tijd                | Grid | Punten |
| --- | -- | -------------------- | ------------ | ------ | ------------------- | ---- | ------ |
| 1   | 2  | Raymond Roche        | Ducati       | 25     | 38:47.260           | 9    | 20     |
| 2   | 5  | Fabrizio Pirovano    | Yamaha       | 25     | +0.090              | 7    | 17     |
| 3   | 3  | Rob Phillis          | Kawasaki     | 25     | +0.710              | 6    | 15     |
| 4   | 13 | Aaron Slight         | Kawasaki     | 25     | +0.830              | 3    | 13     |
| 5   | 4  | Stéphane Mertens     | Ducati       | 25     | +1.190              | 11   | 11     |
| 6   | 9  | Giancarlo Falappa    | Ducati       | 25     | +13.210             | 1    | 10     |
| 7   | 32 | Christopher Haldane  | Yamaha       | 25     | +16.440             | 14   | 9      |
| 8   | 1  | Doug Polen           | Ducati       | 25     | +16.530             | 2    | 8      |
| 9   | 34 | Piergiorgio Bontempi | Kawasaki     | 25     | +19.810             | 16   | 7      |
| 10  | 30 | Adrien Morillas      | Yamaha       | 25     | +20.590             | 12   | 6      |
| 11  | 27 | Fred Merkel          | Yamaha       | 25     | +20.620             | 4    | 5      |
| 12  | 36 | Steve Hislop         | Kawasaki     | 25     | +24.440             | 18   | 4      |
| 13  | 10 | Davide Tardozzi      | Ducati       | 25     | +25.170             | 15   | 3      |
| 14  | 77 | Trevor Jordan        | Kawasaki     | 25     | +25.350             | 8    | 2      |
| 15  | 37 | Andrew Stroud        | Kawasaki     | 25     | +27.120             | 17   | 1      |
| 16  | 35 | Andreas Hofmann      | Kawasaki     | 25     | +53.150             | 20   |        |
| 17  | 26 | James Knight         | Kawasaki     | 25     | +58.190             | 10   |        |
| 18  | 99 | Andrew Thompson      | Kawasaki     | 25     | +1:07.730           | 22   |        |
| 19  | 33 | Meng Heng Kuan       | Yamaha       | 25     | +1:18.390           | 26   |        |
| 20  | 38 | Cletus Adi Haslam    | Kawasaki     | 24     | +1 ronde            | 27   |        |
| NC  | 39 | Benn Archibald       | Honda        | 17     | +8 ronden           | 25   |        |
| NC  | 40 | John Allen           | Suzuki       | 14     | +11 ronden          | 24   |        |
| DNF | 8  | Baldassarre Monti    | Honda        | 16     | Uitgevallen         | 13   |        |
| DNF | 41 | Christer Lindholm    | Yamaha       | 12     | Uitgevallen         | 19   |        |
| DNF | 48 | Daniel Amatriaín     | Ducati       | 7      | Uitgevallen         | 5    |        |
| DNF | 12 | Jeffry de Vries      | Yamaha       | 5      | Uitgevallen         | 23   |        |
| DNF | 69 | Florian Ferracci     | Ducati       | 2      | Uitgevallen         | 21   |        |
| DNQ | 28 | Peter Smolik         | onbekend     | 0      | Niet gekwalificeerd |      |        |

## Race 2
| Pos | Nr | Rijder               | Constructeur | Rondes | Tijd                | Grid | Punten |
| --- | -- | -------------------- | ------------ | ------ | ------------------- | ---- | ------ |
| 1   | 1  | Doug Polen           | Ducati       | 25     | 38:25.140           | 2    | 20     |
| 2   | 2  | Raymond Roche        | Ducati       | 25     | +3.830              | 9    | 17     |
| 3   | 13 | Aaron Slight         | Kawasaki     | 25     | +4.170              | 3    | 15     |
| 4   | 9  | Giancarlo Falappa    | Ducati       | 25     | +12.730             | 1    | 13     |
| 5   | 27 | Fred Merkel          | Yamaha       | 25     | +13.530             | 4    | 11     |
| 6   | 5  | Fabrizio Pirovano    | Yamaha       | 25     | +14.160             | 7    | 10     |
| 7   | 48 | Daniel Amatriaín     | Ducati       | 25     | +14.840             | 5    | 9      |
| 8   | 3  | Rob Phillis          | Kawasaki     | 25     | +14.920             | 6    | 8      |
| 9   | 77 | Trevor Jordan        | Kawasaki     | 25     | +23.880             | 8    | 7      |
| 10  | 34 | Piergiorgio Bontempi | Kawasaki     | 25     | +28.500             | 16   | 6      |
| 11  | 37 | Andrew Stroud        | Kawasaki     | 25     | +28.690             | 17   | 5      |
| 12  | 32 | Christopher Haldane  | Yamaha       | 25     | +40.910             | 14   | 4      |
| 13  | 30 | Adrien Morillas      | Yamaha       | 25     | +49.980             | 12   | 3      |
| 14  | 69 | Florian Ferracci     | Ducati       | 25     | +56.520             | 21   | 2      |
| 15  | 12 | Jeffry de Vries      | Yamaha       | 25     | +57.780             | 23   | 1      |
| 16  | 26 | James Knight         | Kawasaki     | 25     | +1:14.680           | 10   |        |
| 17  | 39 | Benn Archibald       | Honda        | 24     | +1 ronde            | 25   |        |
| 18  | 38 | Cletus Adi Haslam    | Kawasaki     | 24     | +1 ronde            | 27   |        |
| 19  | 40 | John Allen           | Suzuki       | 24     | +1 ronde            | 24   |        |
| 20  | 99 | Andrew Thompson      | Kawasaki     | 24     | +1 ronde            | 22   |        |
| DNF | 41 | Christer Lindholm    | Yamaha       | 13     | Uitgevallen         | 19   |        |
| DNF | 4  | Stéphane Mertens     | Ducati       | 9      | Uitgevallen         | 11   |        |
| DNF | 36 | Steve Hislop         | Kawasaki     | 7      | Uitgevallen         | 18   |        |
| DNF | 35 | Andreas Hofmann      | Kawasaki     | 7      | Uitgevallen         | 20   |        |
| DNF | 10 | Davide Tardozzi      | Ducati       | 3      | Uitgevallen         | 15   |        |
| DNS | 8  | Baldassarre Monti    | Honda        | 0      | Niet gestart        | 13   |        |
| DNS | 33 | Meng Heng Kuan       | Yamaha       | 0      | Niet gestart        | 26   |        |
| DNQ | 28 | Peter Smolik         | onbekend     | 0      | Niet gekwalificeerd |      |        |

## Tussenstanden na wedstrijd
| Pos | Nr | Rijder            | Team     | Punten |
| --- | -- | ----------------- | -------- | ------ |
| 1   | 1  | Doug Polen        | Ducati   | 227    |
| 2   | 2  | Raymond Roche     | Ducati   | 222    |
| 3   | 3  | Rob Phillis       | Kawasaki | 212    |
| 4   | 9  | Giancarlo Falappa | Ducati   | 196    |
| 5   | 5  | Fabrizio Pirovano | Yamaha   | 157    |

1992 · 1993